# Іллірія (село)
Іллі́рія — село в Україні, у Лутугинській міській громаді Луганського району Луганської області. З 2014 року є окупованим.
Населення становить 646 осіб. Кількість дворів — 314.

## Історія
Село засноване у 1675 році запорозькими козаками. Потім його отримав під рангову дачу прапорщик Пантрацій, який був греком за національністю і походив з Іллірії — області в західній частині Балканського півострова. Він і дав селу теперішню назву.
21 серпня 2014 року розпочалася операція по зачистці населеного пункту від промосковських терористів.
12 червня 2020 року, відповідно до Розпорядження Кабінету Міністрів України № 717-р «Про визначення адміністративних центрів та затвердження територій територіальних громад Луганської області», увійшло до складу Лутугинської міської громади.
19 липня 2020 року, в результаті адміністративно-територіальної реформи та ліквідації  Лутугинського району, увійшло до складу новоутвореного Луганського району.

## Див. також

Панорама с.Іллірія, вигляд з півночі (2009)

## Пам'ятки

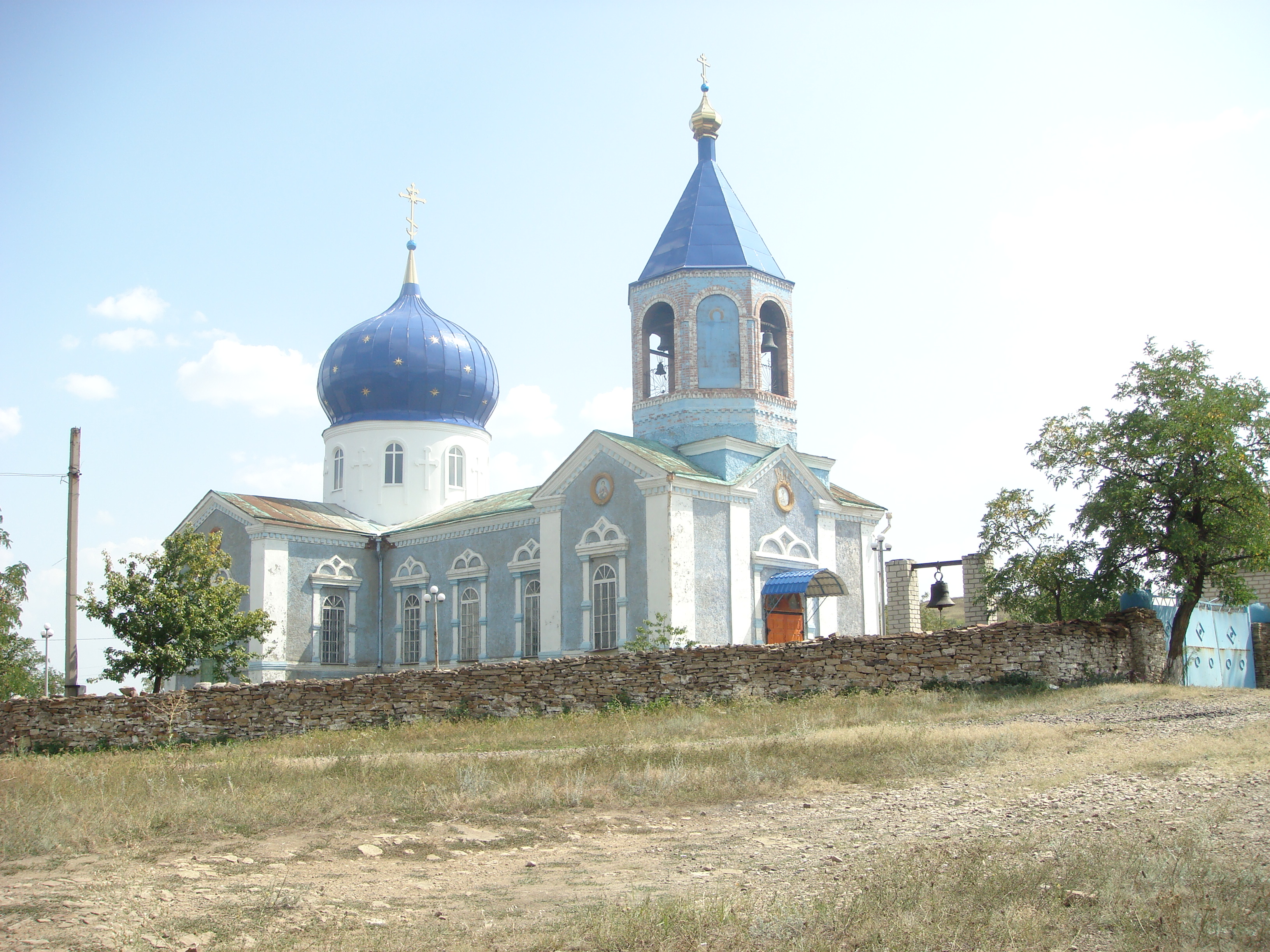
Церква в Іллірії (1885)

В селі є давня церква з ліпним написом над входом «1885 р.» Це Свято-Олександро-Невський храм, який почали будувати 1880 року на кошти пана Сергія Павловича Тихановича, і закінчили у 1885 році.
Навколо села розташований об'єкт природно-заповідного фонду — загальнозоологічний заказник місцевого значення «Іллірійський». 2013 року його розширено на 228 га.